# Rubén Duarte
Pour les articles homonymes, voir Duarte.
Rubén Duarte Sánchez, né le 18 octobre 1995 à Almería, est un footballeur espagnol qui évolue au poste de défenseur aux Pumas UNAM.

## Carrière
Le 8 février 2015, Duarte fait ses débuts en Liga avec l'équipe première de l'Espanyol de Barcelone face au Valence CF. 